# Frank Rutherford
Frank Garfield Rutherford, Jr. MBE (23 de novembro de 1964) é um antigo atleta das Bahamas, especialista em provas de triplo salto. Competiu em três Olimpíadas, obtendo a medalha de bronze nos Jogos de Barcelona, em 1992, tornando-se o primeiro atleta do seu país a ganhar uma medalha no atletismo.

## Carreira desportiva
Depois de começar a ser notado nas competições norte-americanas onde aparecia, Rutherford obteve o seu primeiro sucesso internacional ao ganhar a medalha de prata nos Jogos Centro-Americanos e do Caribe, disputados em Santiago de los Caballeros, na República Dominicana, em 1986. No ano seguinte, obteria o terceiro lugar nos Campeonatos Mundiais em Pista Coberta, em Indianápolis.
O ano de 1992 foi o melhor da sua carreira. Ao terceiro lugar na final olímpica de Barcelona, seguiu-se um segundo lugar na Taça de Mundo, em Havana, onde representou a euipa das Américas. Foi também nesse ano, no dia 17 de maio, que obteve a sua melhor marca de sempre (17.41 m), alcançada em São Paulo, no Brasil. Esta marca foi recorde das Bahamas até 2002, quando foi batida por Leevan Sands que saltou 17.50 m. 

## Legado
Frank Rutherford obteve o grau de bacharel, em Ciências Económicas, na Universidade de Houston.
Após os seus sucessos desportivos, Rutherford continua a ser considerado um herói nas Bahamas. Face à sua experiência vivida nos Estados Unidos, Rutherford criou uma fundação destinada a apoiar jovens que, para além do desejo de aceder a um mais alto nível de educação, procuram o sucesso desportivo em universidades norte-americanas. Para tal, doou a sua casa, o seu tempo e recursos para ajudar jovens bahamianos a alcançar o seu objectivo.
Em maio de 2003, foi agraciado com a Ordem do Império Britânico, pela excelência do seu desempenho no atletismo.